# Хайнрих (Урзлинген )
Хайнрих фон Урзлинген (на немски: Heinrich von Urslingen; на италиански: Enrico di Urslingen; † пр. 1217) от швабския знатен род Урслинген/Урзлинген, е херцог на Сполето (1205).

## Биография
Той е син на Конрад I фон Урзлинген († 1202), херцог на Сполето (1183 – 1190 и 1195 – 1198), граф на Асизи (1177), викар в Кралство Сицилия (1195). Брат е на Конрад II († 1251), херцог на Сполето (1198/1205), Райналд I († пр. 3 декември 1253), херцог на Сполето (1223 – 1230), императорски легат в Италия (1225), и Бертхолд I фон Урслинген († 24 юни 1251), императорски викар (1226).
Хайнрих не се жени и умира бездетен през 1217 г.